# Sérgio Leite (político)
Sérgio José Leite de Melo (Recife - 16 de outubro de 1957) é um policial civil e político brasileiro. Filiado ao Partido dos Trabalhadores (PT), Leite integra a coligação Federação Brasil da Esperança, composta também pelos partidos PC do B e PV.
Em sua trajetória política, Leite tem se destacado por seu envolvimento com questões sociais e pela defesa dos direitos dos servidores públicos. Ao longo dos anos, ocupou diversas funções e se posicionou como um defensor da melhoria das condições de trabalho para categorias como a Polícia Civil e a Polícia Federal.

## Biografia
Sérgio José Leite de Melo, conhecido como Sérgio Leite, nasceu em 16 de outubro de 1957, na cidade de Recife, Pernambuco. Sérgio tem uma carreira marcada pela sua trajetória no movimento sindical e na política, com destaque para sua atuação na Assembleia Legislativa de Pernambuco, onde exerceu o cargo de deputado estadual por cinco mandatos consecutivos.
Sua trajetória política começou no movimento sindical, onde foi um dos fundadores do Sindicato dos Policiais Civis de Pernambuco (Sinpol-PE), sendo seu primeiro presidente. Com uma forte atuação voltada para melhorias nas condições de trabalho e segurança pública, ele se tornou um referente na luta pelos direitos dos policiais e na defesa de uma segurança pública de qualidade.
Sérgio Leite filiou-se ao Partido dos Trabalhadores (PT) ainda na década de 1980, alinhando-se às causas progressistas e de justiça social. Como deputado estadual, teve importante atuação nas áreas de segurança pública, cultura e apoio à geração de emprego e renda, com destaque para seu trabalho na aprovação da Lei de Cultura Estadual e no funcionamento do Funcultura. Além disso, presidiu importantes CPIs, como a CPI dos Medicamentos Falsos e a CPI do aumento abusivo da conta de luz, de sua iniciativa e apoiada pelo deputado Isaltino Nascimento (PT), em sua luta contra práticas prejudiciais à população.
Em 2020, Sérgio Leite foi pré-candidato a vereador de Paulista, em sua cidade natal, onde já havia sido candidato a prefeito por duas vezes. Ele destacou em sua carta de pré-candidatura a importância de fortalecer a segurança pública, a saúde de qualidade, a educação integral e profissionalizante para crianças e jovens, e o retorno de investimentos para geração de emprego e renda na cidade de Paulista. A pré-candidatura foi incentivada por importantes lideranças do PT, como o presidente Lula, o senador Humberto Costa e a senadora Teresa Leitão, em apoio à administração do prefeito Yves Ribeiro.

### Carreira
Sérgio Leite ingressou na Polícia Civil em 1980, após aprovação em concurso público. Ainda estudante do curso de Direito na Universidade Católica, começou a defender a categoria, após assistir a uma reportagem mostrando que os policiais pernambucanos tinham as piores condições de trabalho do País.
Sérgio Leite iniciou sua carreira no movimento sindical, sendo um dos fundadores do Sindicato dos Policiais Civis de Pernambuco (Sinpol), onde foi o primeiro presidente, entre 1997 e 2002. Seu envolvimento com a política o levou a disputar e conquistar mandatos como deputado estadual por Pernambuco, cargo que exerceu por cinco legislaturas. Além disso, foi candidato a prefeito de Paulista em duas ocasiões.
Em julho de 2018, Sérgio Leite assumiu mais uma vez o mandato de deputado estadual na Assembleia Legislativa de Pernambuco (Alepe), após o falecimento do então presidente da Casa, Guilherme Uchoa. Ele era suplente pelo Partido Social Cristão (PSC) e ocupou a vaga deixada por Uchoa.
Em 2024, Sérgio Leite lançou sua pré-candidatura a vereador de Paulista, sendo apoiado por lideranças do Partido dos Trabalhadores, incluindo o presidente Luiz Inácio Lula da Silva e os senadores Humberto Costa e Teresa Leitão.

### Atuação parlamentar
Sérgio Leite teve forte atuação em temas relacionados à segurança pública e direitos dos trabalhadores. Como deputado, participou da criação e fortalecimento do Fundo Estadual de Cultura (Funcultura) e de políticas voltadas para a valorização dos policiais civis e federais.
Durante seus mandatos, também esteve à frente de articulações políticas em Brasília, representando Pernambuco em assembleias da Federação Nacional dos Policiais Federais. Seu trabalho junto ao Sindicato dos Policiais Federais de Pernambuco (Sinpef/PE) foi reconhecido em diversas ocasiões, sendo ele um dos fundadores da entidade.

### Eleições
Nas eleições municipais de 2024, Sérgio Leite concorreu ao cargo de vereador em Paulista pelo Partido dos Trabalhadores (PT). Sua candidatura integrou a coligação Federação Brasil da Esperança (PT/PC do B/PV).

### Informações adicionais
- Sérgio Leite foi presidente do Sinpol-PE por oito anos.
- Presidiu CPIs importantes na Assembleia Legislativa de Pernambuco.
- Recebeu apoio do ex-presidente Lula em sua pré-candidatura a vereador de Paulista.

## Histórico eleitoral
| Ano  | Eleição                               | Partido | Candidato a          | Votos  | %   | Resultado  | Ref e Notas |
| ---- | ------------------------------------- | ------- | -------------------- | ------ | --- | ---------- | ----------- |
| 2004 | Eleições Municipais em Paulista 2004  | PT      | Prefeito de Paulista | N/D    | N/D | Não Eleito | [ 20 ]      |
| 2006 | Eleições Estaduais em Pernambuco 2006 | PT      | Deputado Estadual    | 36.516 | N/D | Eleito     | [ 21 ]      |
| 2008 | Eleições Municipais em Paulista 2008  | PT      | Prefeito de Paulista | N/D    | N/D | Não Eleito | [ 22 ]      |
| 2010 | Eleições Estaduais em Pernambuco 2010 | PT      | Deputado Estadual    | 45.501 | N/D | Eleito     | [ 23 ]      |
| 2012 | Eleições Municipais em Paulista 2012  | PT      | Prefeito de Paulista | N/D    | N/D | Não Eleito | [ 24 ]      |
| 2014 | Eleições Estaduais em Pernambuco 2014 | PT      | Deputado Estadual    | N/D    | N/D | Suplente   | [ 25 ]      |
| 2016 | Eleições Municipais em Paulista 2016  | PDT     | Prefeito de Paulista | N/D    | N/D | Não Eleito | [ 15 ]      |
| 2018 | Eleições Estaduais em Pernambuco 2018 | PSC     | Deputado Estadual    | N/D    | N/D | Suplente   | [ 26 ]      |
| 2020 | Eleições Municipais em Paulista 2020  | PP      | Prefeito de Paulista | N/D    | N/D | Não Eleito | [ 27 ]      |
| 2024 | Eleições Municipais em Paulista 2024  | PT      | Vereador de Paulista | N/D    | N/D | Suplente   | [ 28 ]      |